# Klett Red Line
Red Line ist eine Englischlehrwerksreihe für Realschulen, Sekundarschulen und Wirtschaftsschulen, die im Ernst Klett Verlag erscheint.

## Konzept
2007 erschien der erste Band der neuen Lehrwerksreihe.